# D-канал
D-канал (англ. Data Channel — канал данных) — дополнительный канал передачи информации, используемый для передачи служебных сигналов между абонентом и сетью ISDN. Постоянно соединяет абонента с АТС. Сигналы передаются в виде пакетов информации, содержащих команды и ответы на них. По D-каналу можно передавать также информацию в сети X.25. Эта возможность должна поддерживаться не только клиентским оборудованием, но и оператором сети ISDN.